# ماکوتو تاکیا
ماکوتو تاکیا (انگلیسی: Makoto Takeya؛ زادهٔ ۲۷ ژوئیهٔ ۱۹۷۷) بازیکن فوتبال اهل ژاپن است.